# Сухоноска
Сухоноска (рос. Сухоноска) — присілок в Ковернинському районі Нижньогородської області Російської Федерації.
Населення становить 1643 особи. Входить до складу муніципального утворення Скоробогатовська сільрада.

## Історія
Від 2009 року входить до складу муніципального утворення Скоробогатовська сільрада.

## Населення
| 2002 | 2010  |
| ---- | ----- |
| 1655 | ↘1643 |